# 부여 가탑리 부도
부여 가탑리 부도는 충청남도 부여군 부여읍, 국립부여박물관에 있다. 2009년 12월 24일 부여군의 향토문화유산 제103호로 지정되었다.

## 개요
부도는 원래 부여 가탑리에 위치하고 있었으나 국립부여박물관에 이건하여 놓은 것이다.
부도는 기단에 탑신·옥개를 갖추고 있다. 기단은 방형 화강암 판석을 지대석으로 놓고 그 위에 연꽃을 복련, 앙련으로 배치한 상·하대석 사이에 8각 주형의 우석을 끼워 구성하고 있다. 탑신은 8각주형이다. 옥개는 8모 지붕 형식으로 옥개상에 상륜으로 또 다른 8각지붕을 놓고 그 위에 보개를 얹어 마무리하고 있다. 전체적인 형태는 안정감을 주면서 비교적 세련된 모습을 보이고 있다.

## 같이 보기
- 부여 가탑리사지 - 부여군 향토문화유산 제52호